# Parnassius acdestis
Parnassius acdestis is een vlinder uit de familie van de pages (Papilionidae). De wetenschappelijke naam van de soort is voor het eerst geldig gepubliceerd in 1891 door Grum-Grshimailo.